# Morosaglia
Morosaglia é uma comuna da ilha da Córsega, situada no departamento da Alta Córsega. 
Pasquale Paoli, o herói da pátria corsa, nasceu nesta localidade a 6 de abril de 1725.